# Општина Гропница (Јаши)
Гропница (рум. Gropniţa) општина је у Румунији у округу Јаши.
Oпштина се налази на надморској висини од 97 m.